# Гай Атілий Серран (консул-суффект 120 року)
Гай Атілій Серран (лат. Gaius Atilius Serranus; II століття) — політичний і військовий діяч Римської імперії, консул-суффект 120 року.

## Біографічні відомості
Походив з плебейського роду Атіліїв. Про нього збереглося вкрай мало відомостей. Про родину відомостей немає.
У 120 році його було обрано консулом-суффектом разом з Гаєм Кармінієм Галом. Про подальшу долю Гай Атілія нічого невідомо.